# Russisch-syrische Beziehungen
Die russisch-syrischen Beziehungen sind das zwischenstaatliche Verhältnis zwischen Russland und Syrien. Beide Staaten sind Verbündete und die engen Beziehungen gehen auf die Zeit des Kalten Kriegs zurück, als die Sowjetunion mit Syrien militärisch, wirtschaftlich und politisch kooperierte. Die Marinebasis Tartus in Syrien ist die einzige russische Marinebasis am Mittelmeer und wird von den sowjetischen bzw. russischen Streitkräften seit 1971 genutzt. Nach dem Beginn des syrischen Bürgerkriegs 2011 nutzte Russland sein Veto im UN-Sicherheitsrat, ⁣⁣um das Regime von Baschar al-Assad zu schützen, dem schwere Menschenrechtsverletzungen und zahlreiche Kriegsverbrechen vorgeworfen wurden. Zur Stabilisierung des Assad-Regimes intervenierte Russland ab 2015 militärisch in Syrien, vorwiegend in Form von Luftangriffen auf die syrischen Rebellen, ⁣⁣aber auch mit Bodentruppen der Gruppe Wagner. Im Gegenzug gehörte Syrien zu den wenigen Staaten weltweit, welche den russischen Angriff auf die Ukraine 2022 billigten.

## Geschichte
1893 richtete das Russische Reich ein Konsulat in Damaskus ein, das damals zum osmanischen Syrien gehörte. Nach der Oktoberrevolution (1917) und der Gründung der Sowjetunion (1922) endete die russische Präsenz in Syrien bis zum Ende der französischen Mandatszeit (1923–1946). Obwohl die Sowjetunion in der Anfangszeit keine große politische Rolle in der Region spielte, förderte sie 1924 die Gründung der Syrisch-Libanesischen Kommunistischen Partei.

### Syrisch-sowjetische Beziehungen
Die diplomatischen Beziehungen zwischen der Sowjetunion und Syrien wurden im Juli 1944 aufgenommen, noch vor der Unabhängigkeit Syriens. Nach dem Zweiten Weltkrieg begann die Sowjetunion, sich stärker für den Nahen Osten zu interessieren. Am 1. Februar 1946 unterzeichneten die beiden Länder ein Geheimabkommen, das der sowjetische Gesandte in Syrien und im Libanon, Daniil Solod, für die UdSSR unterzeichnete und in dem sich die Sowjetunion bereit erklärte, militärische Hilfe bei der Bildung der Syrisch-Arabischen Armee zu leisten. Dies bildete den Beginn einer engen militärischen und politischen Partnerschaft, die über die gesamte Sowjetära anhalten sollte. Obwohl das syrischen Regime nicht marxistisch war, lehnte es sich außenpolitisch schon früh an die Sowjets und den Ostblock an, von dem es ab 1956 Waffen für seinen Kampf gegen Israel erhielt. Im November 1956 bat Syrien um die Stationierung sowjetischer Truppen auf seinem Staatsgebiet (was abgelehnt wurde) und 1957 unterzeichnete das Land ein Wirtschaftsabkommen mit der UdSSR, das es laut dem Urteil des British Foreign Office zu einem „Satellitenstaat“ der Sowjets machte. Diese engen Beziehungen zum Ostblock sorgten auch für Spannungen an Syriens Grenze mit dem NATO-Mitglied Türkei.
Zwischen 1955 und 1958 erhielt Syrien von der Sowjetunion rund 294 Millionen Dollar an militärischer und wirtschaftlicher Unterstützung. Gleichzeitig gewann die Arabisch-sozialistische Baath-Partei in Syrien an Macht und Einfluss, was 1963 in einem Militärputsch gipfelte, mit dem in Syrien ein baathistischer Einparteienstaat errichtet wurde. Die Baathisten adaptierten 1963 die Doktrin eines „antiimperialistischen“ Bündnisses mit dem Ostblock, was die Allianz weiter festigte. Ab 1968 wurde mit sowjetischer Hilfe mit dem Bau der Tabqa-Talsperre begonnen. Ein neuer Staatsstreich im Jahr 1970, durch die so genannte Korrekturbewegung, brachte Hafiz al-Assad am 13. November 1970 an die Macht in Syrien. 1971 wurde der Sowjetunion im Rahmen eines Abkommens mit Präsident Hafiz al-Assad gestattet, einen Marinestützpunkt in Tartus zu nutzen, wodurch die Sowjetunion eine stabile Präsenz im Nahen Osten erhielt. Auch wenn Assad die Orientierung an der Sowjetunion beibehielt, war er weniger ideologisch und immer darauf bedacht, die eigenen Interessen durchzusetzen. Der sowjetische Botschafter in Syrien beklagten sich deshalb auch über die fehlende Bereitschaft der Syrer ihre „Ratschläge“ anzunehmen.

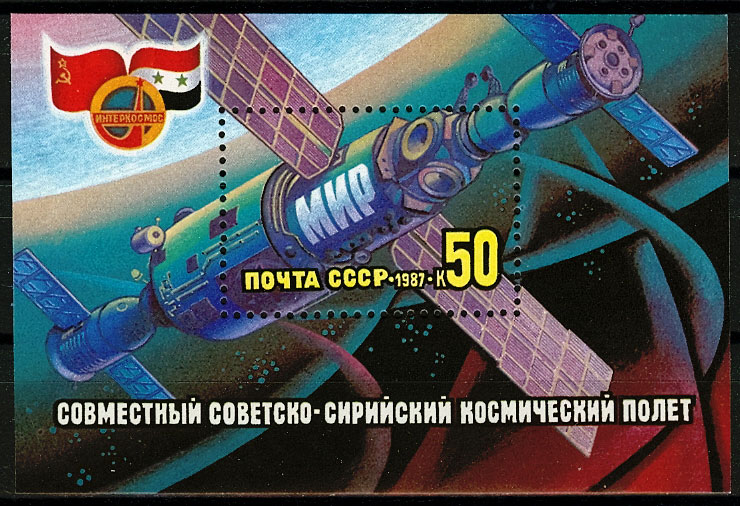
Briefmarke zur Feier eines syrischen Kosmonauten (1987)

Die Beziehungen zu Syrien wurden 1976 angespannt, da die Sowjets mit dem militärischen Engagement Assads im Libanon nicht einverstanden waren. Es kam zu einem Zerwürfnis zwischen den beiden Ländern, da die Sowjets ein hohes Risiko einer Konfrontation zwischen der Palästinensischen Befreiungsorganisation (PLO) und dem Assad-Regime befürchteten, die beide Verbündete Moskaus waren. Die Sowjetunion wollte nicht zulassen, dass sich zwei ihrer Klienten vor Ort bekämpften, trotz der bestehenden Feindschaft zwischen Hafiz al-Assad und dem PLO-Führer Jassir Arafat. Als Assad sich weigerte, seine Truppen aus dem Libanon zurückzuziehen, stellten die Sowjets ihre militärischen und wirtschaftlichen Hilfen an das Land ein. Eine Wiederannäherung erfolgte erst, als sich Syrien bald darauf in einer Wirtschaftskrise Hilfe suchend an Moskau wandte. Auch der Israelisch-ägyptische Friedensvertrag 1979 übte Druck auf Syrien aus. Diese Bedingungen schufen die Grundlage für eine neue Annäherung an die Sowjets.
Assad distanzierte sich von der herrschenden arabischen öffentlichen Meinung, die die sowjetische Invasion in Afghanistan 1979 verurteilte. Ganz im Gegenteil weigerte er sich, diesen Akt zu verurteilen und intensivierte die Beziehungen zu Moskau. Im Oktober 1980 unterzeichneten Syrien und die Sowjetunion einen zwanzigjährigen Vertrag über Freundschaft und Zusammenarbeit (nach Verlängerung bis heute gültig). Von den 1980er Jahren bis zum Ende des Kalten Krieges, waren Tausende von sowjetischen Militärberatern in Syrien präsent. Ihre Zahl erreichte 1984 mit 13.000 ihren Höhepunkt und im Jahre 1987 wurde Muhammed Ahmed Faris als Gast der sowjetischen Raumstation Mir der erste Syrer im Weltraum. Unter Michail Gorbatschow wurden die sowjetischen Militärhilfen schließlich zurückgefahren und 1988 eingestellt. Ein letztes Treffen zwischen Assad und Gorbatschow erfolgte 1990, welches Pessimismus in Syrien auslöste. Die Syrer verbesserten in Folge ihre Beziehungen zu den Golfstaaten und den USA, bevor es schließlich 1991 zur Auflösung der Sowjetunion kam.

### Russisch-syrische Beziehungen (1990–2011)

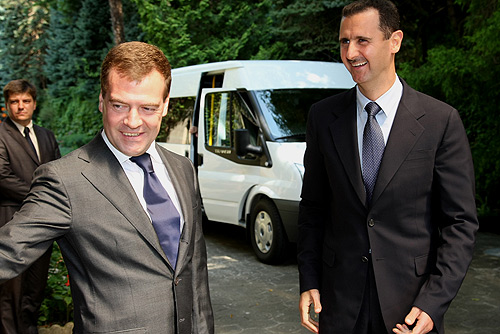
Dmitri Medwedew und Baschar al-Assad (2011)

Mit dem Ende der Sowjetunion sank der Einfluss Russlands auf die Ereignisse im Nahen Osten auf ein Minimum, während das Ende der Wirtschaftshilfen aus dem Ostblock einen Schock für das syrische Regime waren und eine Krise auslösten. Während des Kalten Kriegs hatte Syrien zahlreiche Waffen aus sowjetischer Produktion auf Kredit importiert, darunter 5000 Panzer, 1200 Flugzeuge und 70 Kriegsschiffe mit einem Wert von 26 Milliarden US-Dollar. Diese ausstehenden Schulden verkomplizierten die russisch-syrischen Beziehungen in den 1990er Jahren. 1994 wurde schließlich ein neues Abkommen für die Zusammenarbeit im Verteidigungsbereich unterzeichnet und in den späten 1990er Jahren erlebten die Beziehungen einen Aufschwung mit neuerlichen russischen Waffenlieferungen. Ein kränklicher und gealterter Hafiz al-Assad besuchte Moskau ein letztes Mal im Juli 1999, wo er als ein „alter Freund“ empfangen wurde. Bald darauf verstarb er und sein Sohn Baschar al-Assad trat 2000 seine Nachfolge an.
Der im Westen ausgebildete Baschar al-Assad verbesserte anfangs vorwiegend die Beziehungen mit Westeuropa und Nordamerika und vernachlässigte die Beziehungen mit Russland. Die anhaltende Unterstützung Syriens für die Hisbollah im Libanon und die Unterstützung für irakische Rebellen im Irakkrieg verschlechterten allerdings bald darauf wieder die Beziehungen zum Westen und 2004 verhängten die USA Sanktionen. Nach 45 Staatsbesuchen in 25 Ländern besuchte Assad schließlich im Januar 2005 erstmals Russland. Bei dem Treffen mit Präsident Wladimir Putin wurden die Beziehungen deutlich vertieft und Russland erließ Syrien drei Viertel seiner ausstehenden Schulden in Höhe von 13,4 Milliarden Dollar. Russland wurde darauf erneut zum wichtigsten Waffenlieferanten. Inmitten der sich verschlechternden Beziehungen Russlands zum Westen aufgrund des Kaukasuskrieges 2008 und der Pläne zur Errichtung eines US-Raketenabwehrschildes in Polen stimmte Präsident Assad der Umwandlung der Marinebasis Tartus in einen ständigen Stützpunkt im Nahen Osten für Russlands Marine zu.

### Nach dem Beginn des Syrischen Bürgerkriegs 2011

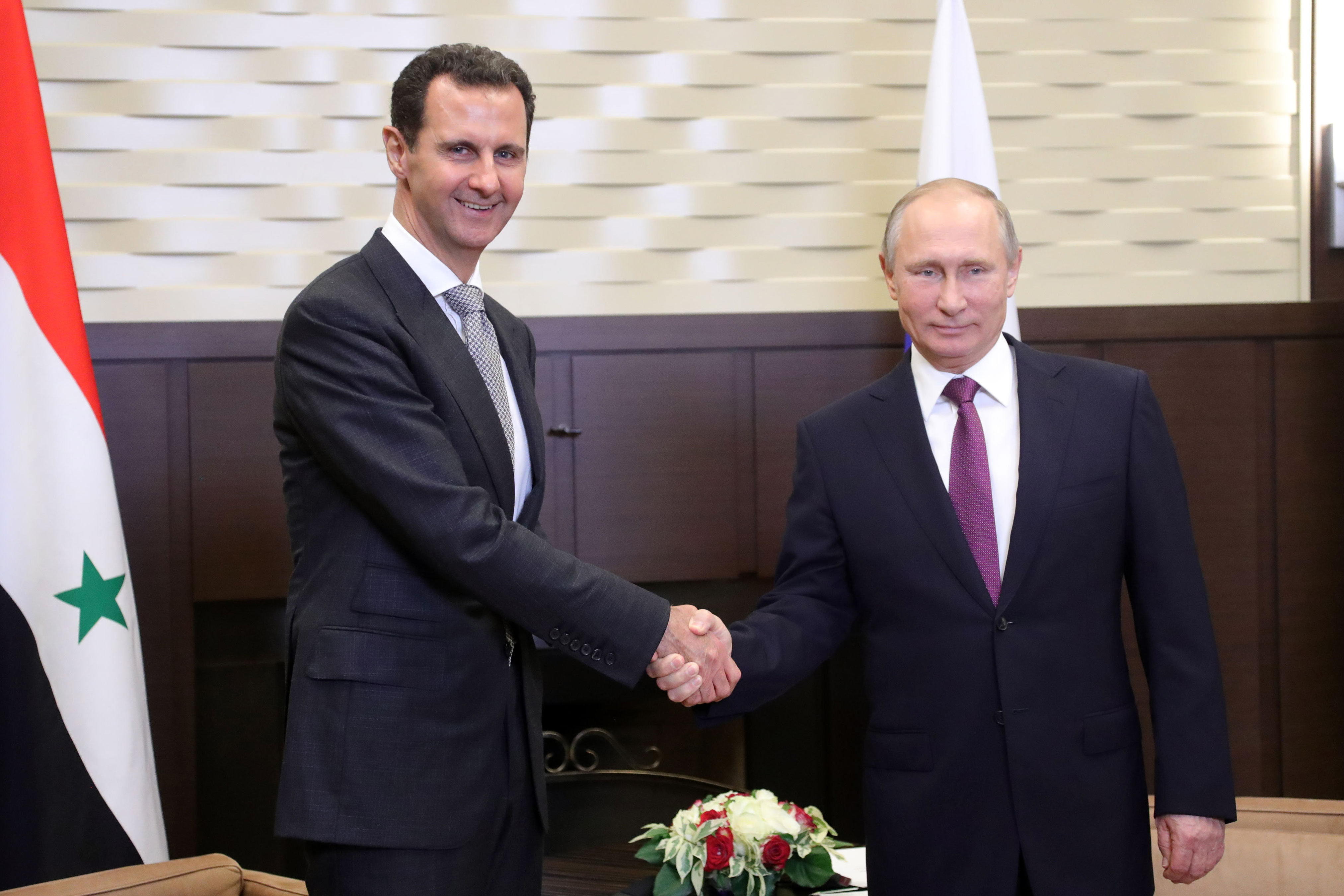
Baschar al-Assad mit Wladimir Putin in Moskau (2017)

Ab 2011 legte Russland nach dem Beginn des Syrischen Bürgerkriegs sein Vetorecht im UN-Sicherheitsrat gegen Resolutionen ein, die von westlichen und arabischen Ländern unterstützt wurden, um mögliche Sanktionen oder militärische Interventionen gegen die syrische Regierung zu verhindern. Russland lieferte weiterhin große Mengen an Waffen an Syrien. Die syrische Regierung verlor im Verlauf des Krieges allerdings den Großteil des Staatsgebiets an Rebellen. Im September 2015 begann Russland mit einem Militäreinsatz in Syrien, der auf eine „Einladung“ russischer Streitkräfte durch Präsident Assad erfolgte. Mit dem Einsatz konnte Russland Assads Regime zunächst stabilisieren und dessen Sturz bis 2024 verhindern. Gemäß der offiziellen Begründung von Außenminister Sergei Lawrow war das Ziel des russischen Einsatzes die Bekämpfung des IS und anderer Terroristen. Tatsächlich bombardierte Russland auch zahlreiche Gebiete, die von der Freien Syrischen Armee gehalten wurden, da von Russland alle anti-Assad Kräfte mit Terroristen gleichgesetzt wurden. Durch russische Bombenangriffe starben bis 2019 vermutlich 8300 Zivilisten. Neben der gezielten Bombardierung von Zivilisten und ziviler Infrastruktur wie Schulen und Krankenhäusern durch russische Luftstreitkräfte wurden auch Bodentruppen der Gruppe Wager schwere Kriegsverbrechen vorgeworfen.

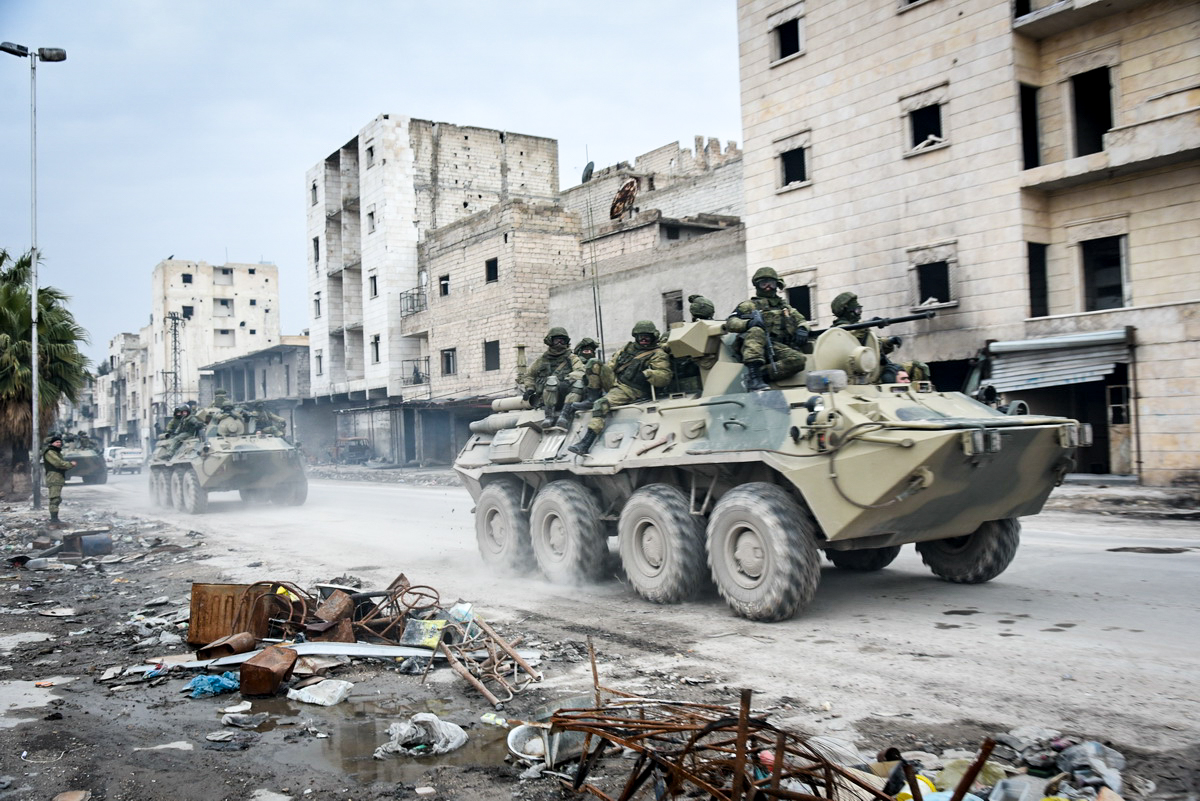
Russische Soldaten in Aleppo (2016)

Der russische Militäreinsatz band das syrische Regime noch enger an Russland und konnte die russische Position in Syrien deutlich stärken. Am 18. Januar 2017 unterzeichneten Russland und Syrien ein Abkommen, das mit sofortiger Wirkung in Kraft trat. Mit dem Abkommen kann Russland den Marinestützpunkt in Tartus weitere 49 Jahre lang nutzen und darf dort Hoheitsrechte ausüben. Es wurde auch ein Ausbau des Stützpunktes vereinbart. Im Februar 2022 gab der syrische Außenminister Faisal al-Miqdad bekannt, dass Syrien die Entscheidung seines Verbündeten Russland unterstützt, die beiden abtrünnigen Regionen Luhansk und Donezk in der Ostukraine anzuerkennen. Im März 2022 stimmte Syrien als einziges Land des Nahen Ostens und als eines von fünf Ländern der Welt gegen die Resolution ES-11/1 der UN-Generalversammlung, in der die russische Invasion in der Ukraine verurteilt und ein vollständiger Rückzug der russischen Streitkräfte gefordert wurde.
Im Dezember 2024 musste Russland durch den Vormarsch der syrischen Rebellen seine Flotte teilweise aus der Marinebasis Tartus abziehen, deren Zukunft nun unklar war. Am 8. Dezember 2024 floh Baschar al-Assad nach Moskau und erhielt von der russischen Regierung aus „humanitären Gründen“ Asyl. Am 9. Dezember hisste die syrische Botschaft in Russland die neue Flagge der Opposition und erkannte damit den Regierungswechsel an. Syrien machte 2025 zeitweise die Zukunft der Basen von der Auslieferung Assads abhängig.

## Militärische Zusammenarbeit
Die Militärverkäufe der Sowjetunion an Syrien in den 1970er und 80er Jahren machten 90 % aller syrischen Rüstungsimporte aus. Nach einer kurzen Unterbrechung in den 1990er Jahren wurde die Rüstungskooperation fortgesetzt. Von 2000 bis 2010 verkaufte Russland Waffen im Wert von rund 1,5 Milliarden US-Dollar an Syrien und machte Damaskus damit zum siebtgrößten Kunden Moskaus.
Im Jahr 2008 stimmte Syrien dem Kauf moderner Waffen zu, darunter moderne Panzerabwehr- und Luftabwehrraketensysteme aus Russland, darunter MiG-29SMT-Kampfflugzeuge, Pantsir S1E-Luftabwehrsysteme, taktische Iskander-Raketensysteme, Yak-130-Flugzeuge und zwei Amur-1650-U-Boote. Der russische Außenminister Sergej Lawrow erklärte, die Verkäufe stünden „im Einklang mit dem Völkerrecht“ und seien „im Interesse der Stärkung der Stabilität und der Aufrechterhaltung der Sicherheit“ in den Regionen nahe der russischen Grenzen.
Nach dem Beginn des Bürgerkriegs 2011 wurde die russische militärische Präsenz in Syrien noch deutlich ausgebaut. So errichtet Russland 2013 eine Luftwaffenstützpunkt bei Palmyra und 2015 den Militärflugplatz Hmeimim. 2017 wurde ein Ausbau der seit 1971 genutzten Marinebasis Tartus auf 11 Kriegsschiffe vereinbart. Es soll mehrere gemeinsam betriebene syrisch-russische Spionagestationen geben, von denen aus u. a. Spionage gegen Israel betrieben werden soll. Eine gemeinsam vom russischen Funkaufklärungsdienst GRU Speznas und einem syrischen Geheimdienst betriebene Signalaufklärungsbasis „Center S“ („Центр С“) in der Nähe von Al-Harra in Syrien, nahe den von Israel besetzten Golanhöhen, wurde 2014 von Rebellen der Freien Syrischen Armee eingenommen, bevor sie 2018 zurückerobert wurde.
Ab 2015 wurde die Präsenz von Söldnern der Gruppe Wagner in Syrien gemeldet. 2017 sollen zwischen 500 und 1000 Wagner-Södner im Einsatz gewesen sein. Im Juni 2017 töteten Söldner der Wagner Gruppe einen Deserteur der syrischen Armee mit einem Vorschlaghammer und zerteilten und verbrannten seine Leiche. Videos des Vorfalls landeten in den sozialen Medien. Für seine Dienste soll Wagner als Bezahlung vom syrischen Regime mit Öl und Gas sowie anderen Rohstoffen belohnt worden sein.

## Wirtschaftsbeziehungen
2021 betrug der Handel mit Syrien nur 203 Millionen Dollar. 2024 waren es 500 Millionen.